# Raquel Alzate
Raquel Alzate (Baracaldo, Vizcaya, 1972) es una ilustradora e historietista española. Ha trabajado también como escultora y modelando figuras de plomo.

## Biografía
Licenciada en Bellas Artes, colaboró en diversos fanzines, como "RIP" o "Lobotonía" y en las revistas "TOS" y "BD Banda". En su faceta de ilustradora, destacó su trabajo en los libros de la serie "Mitológika", editados a partir de 2002 por Astiberri, aunque ha colaborado también con otras editoriales, como Bruño, Barcanova y Astiberri.
Con guion de Luis Durán, dibujó Cruz del Sur (2004), su primer álbum. Por el mismo, fue premiada en el Salón del Cómic de Barcelona del siguiente año como autora revelación. Tras su publicación en Francia, fue contratada por una editorial gala. En 2013 y tras casi cuatro años de trabajo, publica la primera entrega de la trilogía La ciudad de Ys, serie de álbumes con guion del prolífico guionista francés Rodolphe para la editorial francesa Dargaud.

## Obra
- Mitológika: Una visión contemporánea de los seres mágicos de Euskadi[5]
- Mitológika: El Mundo de las Brujas
- Cruz del Sur, 2005
- El niño mudo "Dos veces breve" #17, 2008
- La ciudad de Ys 1.La locura de Gradlon[6]
- La Ciudad de Ys 2. La morgana roja[7]
- Navegante en tierra[8]